# Wodzierady (gmina)
Wodzierady – gmina wiejska w województwie łódzkim, w powiecie łaskim. W latach 1975–1998 gmina położona była w województwie sieradzkim.
Siedziba gminy to Wodzierady.

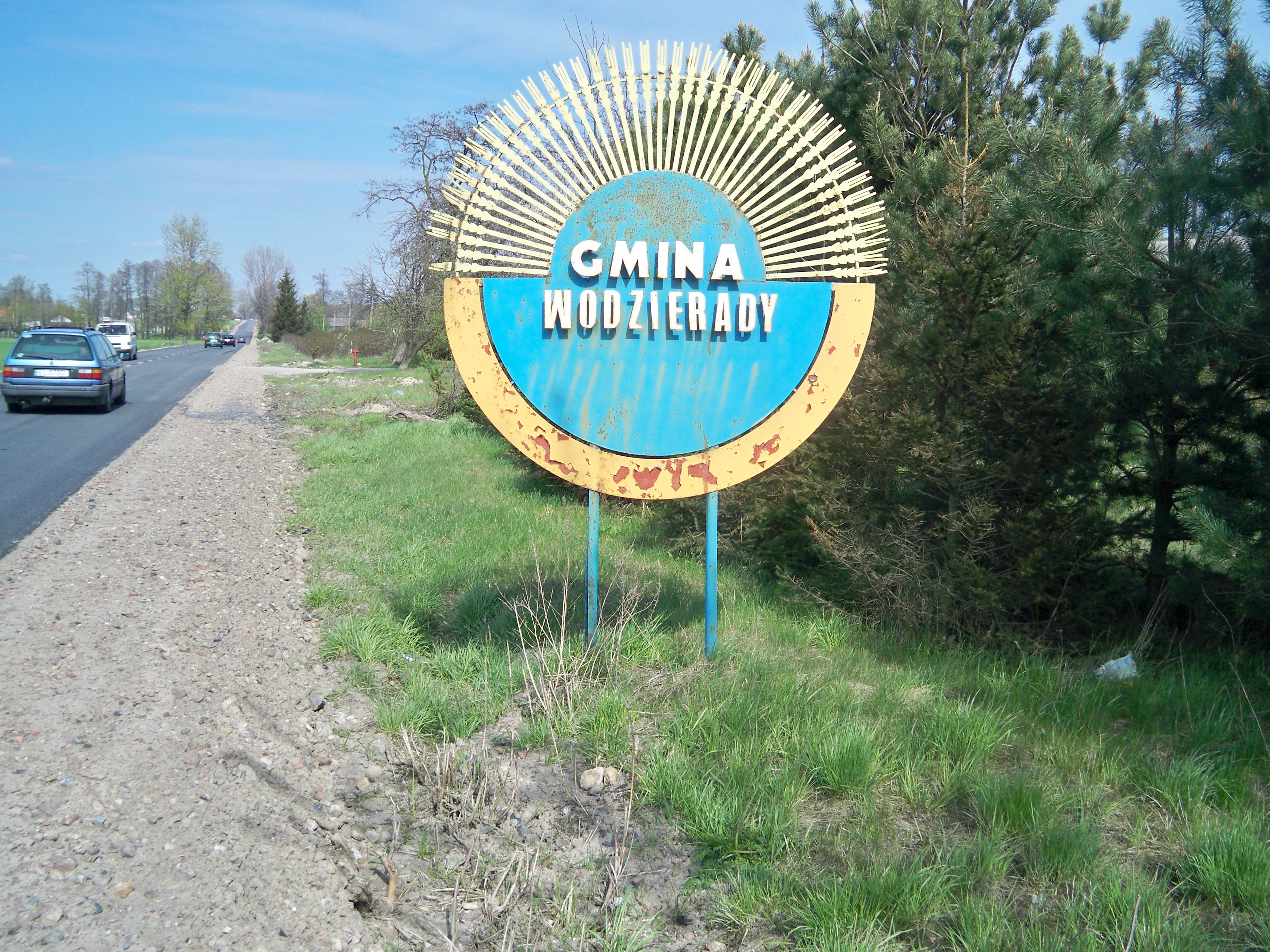
Witacz od strony Szadka

Według danych z 31 grudnia 2007 gminę zamieszkiwało 3118 osób.

## Struktura powierzchni
Według danych z roku 2007 gmina Wodzierady ma obszar 82,30 km², w tym:
- użytki rolne: 79%
- użytki leśne: 15%

Gmina stanowi 13,31% powierzchni powiatu łaskiego.

## Demografia

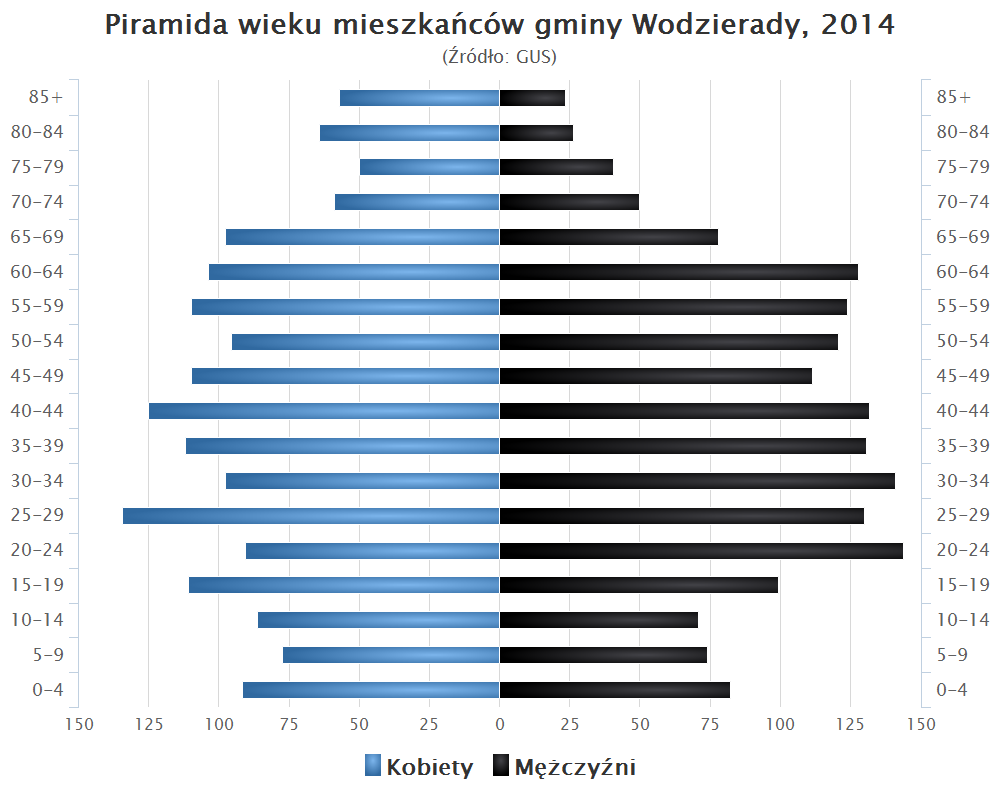
Piramida wieku mieszkańców gminy Wodzierady w 2014 roku

Dane z 31 grudnia 2007:
| Opis                              | Ogółem | Ogółem | Kobiety | Kobiety | Mężczyźni | Mężczyźni |
| --------------------------------- | ------ | ------ | ------- | ------- | --------- | --------- |
| jednostka                         | osób   | %      | osób    | %       | osób      | %         |
| populacja                         | 3118   | 100    | 1513    | 48,5    | 1605      | 51,5      |
| gęstość zaludnienia (mieszk./km²) | 38     | 38     | 18      | 18      | 20        | 20        |

## Sołectwa
Chorzeszów, Czarnysz, Dobków, Dobruchów, Hipolitów, Jesionna, Józefów, Kiki, Kwiatkowice, Leśnica, Magdalenów, Magnusy, Piorunów, Przyrownica, Stanisławów, Wandzin, Włodzimierz, Wodzierady, Wola Czarnyska, Wrząsawa.

## Pozostałe miejscowości
Adolfów, Alfonsów, Apolonia, Dobruchów-Kolonia, Elodia, Julianów, Kazimierz, Kwiatkowice-Kolonia, Kwiatkowice-Las, Ludowinka, Marianów, Mauryców, Nowy Świat, Pelagia, Piorunów-Kolonia, Piorunówek, Teodorów, Wacków, Włodzimierzyk, Zalesie.

## Sąsiednie gminy
Dobroń, Lutomiersk, Łask, Pabianice, Szadek, Zadzim